# Amalgaid mac Congalaig
Amalgaid mac Congalaig (mort en 718) est roi de Brega issu des Uí Chonaing sept de Cnogba (Knowth) du Síl nÁedo Sláine lignée des Uí Néill du sud. Il est le fils de Congalach mac Conaing Cuirre (morte en 696). et règne sur le nord de Brega de  702 à 718.

## Biographie
Le règne d'Amalgaid est dominé par la  faide parmi les septs du Síl nÁedo Sláine et le début de la prise de pouvoir du Clan Cholmáin d'Uisneach. La souveraineté sur Brega à cette époque fait l'objet d'une rivalité permanente entre le septs Uí Chonaing et Uí Chernaig de Lagore dans le sud Brega. Deux membres contemporains des septs rivaux, Fógartach (mort en 724) et Conall Grant mac Cernaig Sotal (mort en 718) sont également considérés comme roi de Brega à cette époque. Les Uí Chonaing étaient alliés avec le Síl nDlúthaig de Fir Cúl Breg.
La faide parmi les septs du nord et du sud s'intensifie après les meurtres de  Niall mac Cernaig Sotail (mort en 701) par l'oncle d' Amalgaid Írgalach mac Conaing Cuirre (mort en 702). Puis quand l'allié d'Amalgaid Flann mac Áedo meic Dlúthaig (mort en 714) du  Síl nDlúthaig defait et tue Maine mac Néill des Uí Chernaig lors d'un combat en 712.
L'Ard ri Erenn Fergal mac Máele Dúin  (morte en 722) du Cenél nEógain semble soutenir le Clan Cholmáin de Mide lorsqu'il
intervient dans les affaires des midlands d'Irlande. En 711,lors de la bataille de  Sliab Fúait (Fews, Comté d'Armagh) il est relevé que Fergal est victorieux et que Cú Raí mac Áedo du Síl nDlúthaig est tué au côté du roi de des Uí Méith. En 714,l'auxilliare de Fergal  Murchad Midi mac Diarmato (mort en 715) d' Uisnech combat lors de la bataille de Bile Tened (Billywood, Comté de Meath) où l'allié d'Amalgaid, Flann est tué. Le combat n'est cependant pas décisif. L' attention de Fergal se reporte alors sur les Uí Chernaig.
En 718, la bataille de  Cenannas (près de Kells) oppose les septs rivaux et Conall Grant des Uí Chernaig est victorieux. Amalgaid et son frère Fergal sont tués avec leurs alliés Gormgal mac Áedo du Síl nDlúthaig et Tuathal Ua Fáelchon du Clann Cholmáin Bicc. Ses fils Conaing mac Amalgado (mort en 742) et Dúngal mac Amalgado (mort en 759) seront également roi de Brega.